# Macchiagodena
Macchiagodena är en ort och kommun i provinsen Isernia i regionen Molise i Italien. Kommunen hade 1 799 invånare (2018).